# Wolseley 10
Der Wolseley 10 war der erste PKW mit Zweizylindermotor, den Wolseley 1901 herausbrachte.

## 10
Er besaß einen Zweizylinder-Blockmotor mit 2.593 cm³ Hubraum und seitlich stehenden Ventilen (sv), der bei 750/min. 10 bhp (7,4 kW) Leistung abgab. Das Fahrgestell hatte einen Radstand von 1828 mm. Die Aufbauten waren 2743 mm lang und 1626 mm breit. Das Wagengewicht lag bei 965 kg.

## 12
Im Modelljahr 1905 ersetzte der Wolseley 12 dieses Modell. Der Hubraum war mit 2492 cm³ etwas geringer, die Leistung stieg auf 12 bhp (8,8 kW) bei 900/min. Der Radstand belief sich auf 2591 mm, das Wagengewicht auf 914 kg. Im Folgejahr wurden wieder Motoren mit dem Hubraum des Modells 10 eingebaut, die aber ebenfalls 12 bhp abgaben, jedoch schon bei 800/min. Neben dem langen Fahrgestell gab es auch ein kürzeres mit 2159 mm Radstand.
Bis zum Modelljahr 1910 wurden die Zweizylindermodelle aus der Wolseley-Modellpalette eingestellt.